# Stylonematales
A Stylonematales a vörösmoszatok (Rhodophyta) Proteorhodophytina csoportjának kládja, a Stylonematophyceae egyetlen ismert tagja.

## Történet
1956-ban írta le K. Drew. 2006-ban H. S. Yoon et al. létrehozták hozzá a Stylonematophyceae kládot, mely Adl et al. 2019-es rendszertana szerint monotipikus. Eredetileg a Rhodophytina csoportba sorolták, azon belül tekintették az Eurhodophytina testvércsoportja bazális kládjának, a Rhodophytina bazális kládjában a Compsopogonophyceae testvércsoportjának, egy, a Cyanidiophyceae és az Eurhodophytina közti „átmeneti” parafiletikus csoport tagjának, de eredetileg a Bangiophyceae csoportba sorolták, de az így meghatározott csoportról már korai molekuláris elemzések – például Freshwater et al. 1994-es vagy Müller et al. 2001-es tanulmánya – is megállapították, hogy polifiletikus.
2017-ben Muñoz-Gómez et al. igazolták az Eurhodophytina testvércsoportján belüli elhelyezkedést, és e testvércsoportot elnevezték Proteorhodophytinának. Ezt korábban igazolták 2016-ban mtDNS-elemzéssel azonban már besorolták az Eurhodophytina testvércsoportjába, valamint 2017-ben 298 magi fehérjeszekvenciával is, azonban ezek kevésbé határozták meg a kapcsolatokat.

## Genetika

### Magi
A Stylonematales az egyetlen Proteorhodophytina-klád lehet, melyben megtalálható az izopentenil-difoszfát-bioszintézis mevalonátútja. Ez az anyagcsereút a Rhodosorus marinusban és a Purpureofilum apyrenoidigerumban ismert, emellett a Chroodactylon ornatumban is előfordulhat – korábbi kutatások legalább 3 lépéséhez szükséges enzimek – a hidroximetilglutaril-koenzim A-szintáz, a hidroximetilglutaril-koenzim A-reduktáz és a foszfomevalonát-kináz génjeit azonosították benne.
A Proteorhodophytina többi tagjához hasonlóan rendelkezik kalciumdependens fehérjekinázokkal.
Magi DNS-ének GC-tartalma magas – például a Rhodosorus marinusé és a Purpureofilum apyrenoidigerumé egyaránt 50% feletti.

### Sejtszervecske-DNS
A Stylonematales mtDNS-ének mérete és GC-tartalma sokkal magasabb, 2022-ben azonosított génjei száma kisebb a Proteorhodophytina többi kládjáénál, emellett általában 1 intronja van a cox3 génben (a Rhodospora sordida 2 további ismert intront tartalmaz). Azonban a kevés felfedezett gén és intron oka az összeállítás nehézsége is lehet, azonban azonosak a mitokondriumokban jelen nem lévő gének, ez alapján kisebb a valószínűsége az összeállítási vagy jelölési hibának. Mindazonáltal a kisebb mitokondriális adatok és a Proteorhodophytina alapján lévő rövid ágak kevésbé egyértelmű mtDNS-alapú filogenetikát eredményeztek, ez alapján a ptDNS-t megbízhatóbbnak találták az mtDNS-nél a vörösmoszat-filogenetikában.
Nem rendelkezik ptDNS-e transzpozázzal, viszont 38–65 intronja van, és jelentősen különbözik szerkezete az Eurhodophytinában megfigyelt és abban igen állandósultnak tekintett ptDNS-től – már az intronok mennyisége is nagyobb, mint az Eurhodophytinában megfigyelt.
Mitokondriális DNS-e 1–2, egymástól fajspecifikus konstans régióval és fajspecifikus kazettával elválaszott génből álló minikörökből áll, és jelentősen redukált: legtöbb riboszómaalegység-génje átkerült a magi genomba. A minikörök lehetővé teszik továbbá a rekombinációt, ennek eredményeként heterokonkatemerek alakultak ki, emellett az mtDNS stabilitásáért egyedi genom felel, ez magyarázhatja a hagyományos mtDNS-ről a minikörösre való váltást.

## Filogenetika
2017-ben Muñoz-Gómez et al. az akkor létrehozott Proteorhodophytinába sorolták ptDNS-alapú filogenetikai alapon. Van Beveren et al. 2022-ben ptDNS- és mtDNS-alapú összehasonlításokkal eltérő testvércsoportokat kaptak: ptDNS-elemzések szerint a Rhodellophyceae, míg mtDNS-elemzések szerint a Porphyridiophyceae bizonyult testvércsoportnak. Korábbi tanulmányokban (például Yang et al. 2016-os tanulmányában is) a Compsopogonales is lehetséges testvércsoportnak bizonyult.:S2 Lee et al. 2019-es tanulmánya szerint ezzel szemben a Proteorhodophytinában bazális.

## Morfológia

### Szervezet
Egy- és többsejtű fajai egyaránt vannak. Többsejtű fajai ál- vagy valódi fonalasak, elágazó és el nem ágazó fonalú fajai egyaránt vannak. Levél- vagy kéregképző fajai nem ismertek.

### Sejt
Plasztisza egyes fajokban rendelkezik pirenoiddal, másokban nem, alakja lehet lemezes, sávos vagy kerek. Golgi-készüléke a mitokondriumokkal és az endoplazmatikus retikulummal egyaránt kapcsolatot alkot. Cristái csőszerűek.

## Élőhely
Édes-, brakkvízi és tengeri környezetekben egyaránt él. Megtalálható mezofotikus korallzátonyokban.
Egyes fajai – például a Rufusia spp. – állatok, például lajhárok epibiontái lehetnek.

## Életciklus
Osztódással vagy monospórákkal szaporodik.

## Evolúció
Nan et al. ptDNS-alapú kutatásai szerint mintegy 1,012 milliárd évvel ezelőtt alakult ki a Proteorhodophytina,
Thomas Cavalier-Smith, Chao és Lewis feltételezése szerint a Bangiomorpha, ha a korábbi tanulmányoknak megfelelően 1,2 milliárd éves, nem a Bangiophyceae, hanem egy, általa korábban létrejöttnek tekintett klád, például a Stylonematales tagja lehetett. Emellett már korábban is ismertek voltak hozzá hasonló egyszerű fonalas fosszíliák, melyek a Compsopogonophyceae vagy a Stylonematales tagjai voltak.